# 特庫賽 (內布拉斯加州)
特庫賽（英語：Tecumseh）是一個位於美國內布拉斯加州約翰遜縣的城市。根據2010年美國人口普查，該地共人口1677人，而該地的面積約為3.89平方千米。同時該地也是約翰遜縣的縣治。

## 地理
特庫賽的座標為40°22′12″N 96°11′30″W / 40.37000°N 96.19167°W，而該地的平均海拔高度為404米（即1325英尺）。